# Архарово (Ярославская область)
Арха́рово — деревня в Макаровском сельском округе Судоверфского сельского поселения Рыбинского района Ярославской области.
Деревня расположена с южной стороны станции Просвет железной дороги Рыбинск—Сонково. С запада к деревне вплотную примыкает деревня Харитоново. С юга от деревни, в направлении на восток протекает река Коровка. С противоположной стороны железной дороги расположены деревни Банино, западнее, и Юрино, восточнее станции. 
Автомобильная связь с Архарово осуществляется по дороге, следующей через железнодорожный переезд в северном направлении через Гришкино, Андроново и Глушицы до автомобильной дороги Рыбинск—Глебово, по которой курсируют регулярные автобусные маршруты из Рыбинска на Глебово и на Легково .
Село Архарово указано на плане Генерального межевания Рыбинского уезда 1792 года. 
На 1 января 2007 года в деревне числилось 12 постоянных жителей . Почтовое отделением Харитоново обслуживает в деревне Архарово 32 дома. Улицы не именуются .